# Eremophila alternifolia
Eremophila alternifolia är en flenörtsväxtart som beskrevs av Robert Brown. Eremophila alternifolia ingår i släktet Eremophila och familjen flenörtsväxter. Inga underarter finns listade i Catalogue of Life.